# Matthias Frenzel
Matthias Frenzel (* 5. April 1982 in Berlin) ist ein ehemaliger deutscher Eishockeyspieler. Der Verteidiger absolvierte zwischen 1999 und 2008 eine neunjährige Profikarriere und spielte unter anderem in der Deutschen Eishockey Liga (DEL) für die Frankfurt Lions und die Augsburger Panther. In der zweithöchsten deutschen Spielklasse, der 2. Eishockey-Bundesliga lief er für den EC Bad Nauheim, die Moskitos Essen, die Grizzly Adams Wolfsburg und den ETC Crimmitschau auf.

## Karriere
Frenzel begann seine Eishockeylaufbahn im Nachwuchsbereich des SC Dynamo Berlin respektive Eisbären Berlin. In der Saison 1998/99 wechselte er in die Vereinigten Staaten, wo er für ein Jahr die renommierte Northwood School in Lake Placid, New York besuchte und dort Eishockey spielte.
Sein erstes Engagement im Profibereich hatte er ab 1999 bei den ERC Selb in der Eishockey-Oberliga. Im Laufe seiner Karriere spielte er sowohl in der DEL als auch in der zweithöchsten deutschen Spielklasse. Zu seinen Stationen in der DEL zählten die Frankfurt Lions und die Augsburger Panther. In der DEL2 war er für den EC Bad Nauheim, die Moskitos Essen, den EHC Wolfsburg sowie den ETC Crimmitschau aktiv.
Frenzel galt als körperlich robuster und defensivstarker Verteidiger. Nach der Saison 2007/08 beendete er seine aktive Karriere.

### International
Im Jahr 2000 nahm Frenzel mit der deutschen U18-Nationalmannschaft an der U18-Weltmeisterschaft teil. Zwei Jahre später spielte er für die Deutsche U20-Eishockeynationalmannschaft bei der Weltmeisterschaft der Division I. Dort gewann das deutsche Team den Titel und stieg in die Top-Division auf.

## Persönliches
Matthias Frenzel ist der Sohn von Dieter Frenzel, der als Rekordnationalspieler der ehemaligen Eishockeynationalmannschaft der DDR bekannt wurde. Sein Großvater war Hans „Hanne“ Frenzel. Sowohl Dieter Frenzel als auch Hans „Hanne“ Frenzel wurden für ihre Verdienste um den Eishockeysport in die Hall of Fame Deutschland aufgenommen. Nach seiner aktiven Laufbahn als Eishockeyspieler führte Frenzel zunächst einen Schuhladen. Heute ist er Mitglied der Geschäftsleitung der Schatteria GmbH, einem Unternehmen, das Terrassenüberdachungen anbietet. Er lebt in Dresden.